# Storia della riforma della Camera dei lord
Nelle sezioni di seguito vengono illustrate sinteticamente le riforme della composizione e dei poteri attuate in passato e le proposte e i tentativi falliti di riforma del XX secolo.

## Riforme della composizione
La Camera dei lord è composta da due gruppi principali: i lord spirituali (che nei tempi moderni sono gli arcivescovi e alcuni dei vescovi della Chiesa d'Inghilterra) e i lord temporali (che sono i pari membri della Camera). Sebbene la distinzione di base esista fin dall'origine della Camera, la composizione di entrambi i gruppi è cambiata nel corso dei secoli.
In precedenza, un secondo modo di dividere i membri della Camera dei lord era geografico. Prima che l'Atto di Unione del 1707 unificasse il Regno d'Inghilterra e il Regno di Scozia (abolendo il monocamerale Parlamento di Scozia), i lord temporali erano tutti membri della paria d'Inghilterra (che a tal fine includeva il Galles). Tutti i detentori di tali titoli (che non fossero stati esclusi per qualche motivo) continuarono a mantenere il seggio fino alle riforme della composizione successive al 1997. Per la rappresentazione geografica dei pari vedi sotto.
Dallo scisma anglicano e fino al 1801 i lord spirituali erano tutti membri della Chiesa d'Inghilterra, la Chiesa anglicana che operava in Inghilterra e Galles in quel periodo. Per i cambiamenti nelle aree geografiche coperte dai lord spirituali vedi sotto.

### Rimozione di abati e priori, 1539-40
Powell e Wallis in The House of Lords in the Middle Ages discutono della scomparsa di abati e priori, precedentemente convocati in Parlamento, quando il 28 aprile 1539 si riunì un nuovo Parlamento.
[...] Il Parlamento procedette a confermare il titolo del re e dei suoi eredi al possesso delle sedi monastiche recentemente dissolte, con un atto in cui si affermava che "diversi e vari abati, priori, badesse, priore [...] con le loro menti libere e volontarie, buone volontà e consenso "hanno abbandonato le loro sedi". Sei mesi dopo furono impiccati gli ultimi tre abati che resistevano alla volontà del re - quelli di Reading, Glastonbury e Colchester. Quando il parlamento riprese a riunirsi dopo la proroga nell'aprile del 1540, gli abati se ne erano andati tutti, l'ultimo, Robert Fuller di Waltham, dopo essersi arreso il mese precedente, si ritirò con una pensione di £ 200 all'anno.»

### Rimozione dei lord spiritual, 1642
Il diritto dei lord spirituali di sedere nella Camera dei lord fu rimosso durante i lavori del Parlamento lungo ai sensi del Clergy Act 1640 (approvato nel 1642). Dato che questa legge venne approvata da entrambe le Camere e aveva ottenuto la sanzione regia, i realisti accettarono il fatto che quella fosse una legge valida. Dopo la restaurazione della monarchia nel 1660, i lord spirituali furono riammessi a fare parte della Camera dei lord con l'approvazione del Clergy Act 1661.

### Abolizione della Camera dei lord, 1649
Il 19 marzo 1649 la Camera dei comuni abolì la Camera dei lord. Questa azione rivoluzionaria non ottenne il consenso dei lord e del re e quindi non fu riconosciuta come una legge valida dopo la restaurazione della monarchia.
La prima parte della legge sull'abolizione era la seguente:

### Ristabilimento della Camera dei lord, 1660
I lord temporali ripresero a riunirsi come Camera dei lord nel Parlamento della convenzione che restaurò la monarchia.

### Riammissione dei lord spiritual, 1661
Il Clergy Act del 1661 permise ai prelati della Chiesa d'Inghilterra di riprendere a sedere come membri della Camera dei Lord.

### Rappresentanza dei pari di Scozia e Gran Bretagna dal 1707
Ai sensi del Trattato dell'Unione e della successiva legislazione, il Regno d'Inghilterra e il Regno di Scozia si unirono per formare il Regno di Gran Bretagna. Dal 1707 non furono più creati altri pari d'Inghilterra o di Scozia. I nuovi titoli furono creati infatti nella paria di Gran Bretagna e i loro detentori sedevano nella Camera dei lord.
Non tutti i pari della paria di Scozia potevano sedere nella Camera dei lord. Avevano invece il permesso di eleggere tra di essi 16 rappresentanti per ogni legislatura che presero il nome di pari rappresentativi.
L'articolo XXII del Trattato dell'Unione prevedeva:
La Chiesa di Scozia non ricevette alcuna rappresentanza nella Camera dei lord, quindi i lord spirituali non furono influenzati dall'Unione.

### Rappresentanza dei pari d'Irlanda e Regno Unito dal 1801
Ai sensi dell'Atto di Unione del 1800, il Regno di Gran Bretagna e il Regno d'Irlanda si unirono per formare il Regno Unito di Gran Bretagna e Irlanda dal 1º gennaio 1801. Non furono creati altri pari di Gran Bretagna, sebbene il potere di creare nuovi pari irlandesi in determinate circostanze fu conservato ed esercitato dai sovrani nel corso del XIX secolo.
I nuovi titoli furono creati nella paria del Regno Unito e i loro detentori sedevano nella Camera dei lord. La paria d'Irlanda era rappresentato nella Camera dei lord da 28 pari rappresentativi eletti a vita.

### Rappresentazione della Chiesa d'Irlanda dal 1801
La Chiesa anglicana in Irlanda, la Chiesa d'Irlanda, era la Chiesa istituita nel paese al tempo dell'Unione. Agli arcivescovi e ai vescovi di questa Chiesa fu concessa una rappresentanza nella Camera dei lord.
Secondo le disposizioni dell'Atto di Unione del 1800 un arcivescovo e tre vescovi scelti a rotazione (cambiando per ogni sessione del Parlamento) sarebbero divenuti lord spirituali nella Camera dei lord del Regno Unito a Westminster, unendosi ai due arcivescovi (Canterbury e York) e ai ventiquattro vescovi della Chiesa d'Inghilterra.

### Esclusione dei pari a vita per prerogativa, 1856
Nel 1856 fu fatto un tentativo di usare la prerogativa reale per creare dei pari a vita. Si trattava di una rinascita di una prerogativa inutilizzata (per i maschi) dal regno di Riccardo II d'Inghilterra. Nel caso della paria di Wensleydale (vedi la legge sui pari), la Camera dei lord decise che i pari creati a vita non avevano diritto a un seggio alla Camera dei lord.

### Rimozione dei lord spirituali irlandesi, 1871
Sebbene all'epoca fosse la confessione di una minoranza di irlandesi, la Chiesa d'Irlanda rimase la religione ufficiale dell'Irlanda fino a quando il suo declino fu sancito dall'Irish Church Act del 1869 che entrò in vigore nel 1871. Con esso cessò anche la rappresentanza di tale Chiesa nella Camera alta.

### Ammissione dei law lord, 1876
Eminenti avvocati furono nominati lord of appeal in ordinary a partire dal 1876. Inizialmente potevano sedere nella Camera dei lord solo fino a quando non si ritiravano dal loro ufficio (analogamente alla pratica seguita per i vescovi) ma nel 1887 essi vennero nominati a vita.

### Rimozione dei lord spiritual gallesi, 1920
La Chiesa d'Inghilterra fu fondata nel Galles con il Welsh Church Act del 1914, la cui attuazione venne ritardata fino al 1920 a causa della prima guerra mondiale. I vescovi della nuova Chiesa in Galles cessarono di essere ammessi come lord spirituali in Parlamento.

### Rimozione dei pari rappresentativi dell'Irlanda, 1922-1961
I pari della paria d'Irlanda elessero pari rappresentativi fino a quando lo Stato Libero d'Irlanda divenne un dominion indipendente nel 1922. L'ultimo pari rappresentativo irlandese morì nel 1961.

### Ammissione dei pari a vita per statuto, 1958
Dal 1958 vengono creati pari a vita con il titolo di barone o baronessa. Per la prima volta le donne ottennero il permesso di sedere nella Camera dei lord. Dal 1964 quasi tutti i pari furono creati in questa categoria.

### Peerage Act 1963
Il Peerage Act del 1963 ebbe tre effetti significativi ma distinti sulla Camera dei lord: introdusse il diritto dei pari ereditari a rinunciare a un titolo ereditato, consentì alle pari ereditarie suo jure di sedersi in Parlamento per la prima volta e revocò le restrizioni sul numero di pari scozzesi che potevano sedere nella Camera.

### House of Lords Act 1999
L'House of Lords Act del 1999 revocò il diritto dei pari ereditari di sedere automaticamente nella Camera dei lord come prima tappa di una riforma pianificata dal governo laburista di Tony Blair. Tuttavia, 92 pari ereditari furono autorizzati a rimanere membri della Camera in attesa del completamento della seconda fase delle riforme proposte.

### House of Lords Reform Act 2014
L'House of Lords Reform Act 2014 consentì ai membri di dimettersi dalla Camera; in precedenza non esisteva alcun meccanismo che stabilisse questo. Consentì l'esclusione (non retroattivamente) di qualsiasi pari condannato per un reato a una pena detentiva di un anno o più.

### House of Lords (Expulsion and Suspension) Act 2015
L'House of Lords (Expulsion and Suspension) Act 2015 autorizzò la Camera a espellere o sospendere i suoi membri.

### Lords Spiritual (Women) Act 2015
Ai sensi del Lords Spiritual (Women) Act del 2015 ogni volta si rende vacante un seggio tra i lord spirituali durante i dieci anni successivi (18 maggio 2015-18 maggio 2025) all'entrata in vigore della legge, il seggio vacante deve essere poi assegnato a una donna, qualora ve ne fossero di ammissibili. Ciò non si applica alle sedi di Canterbury, York, Londra, Durham e Winchester. Di conseguenza, quattro donne sono diventate lord spirituali grazie a questa legge a partire dal dicembre del 2019.

## Riforme dei poteri
Inizialmente le due Camere del Parlamento avevano pari poteri legislativi. L'accordo di entrambe era necessario prima che un disegno di legge potesse essere presentato al monarca per ricevere la sanzione regia, che, se concessa, rendeva il disegno di legge un atto del Parlamento. Dopo la restaurazione inglese nacque una convenzione costituzionale secondo cui la Camera dei lord avrebbe rinviato alla Camera dei comuni le misure che stabilivano come raccogliere e spendere il denaro. Ciò non influì sui poteri legali della Camera alta. Dopo la scissione nel Partito Liberale per la First Irish Home Rule Bill del 1886, che concedeva alcune autonomie all'Irlanda, la maggior parte degli aristocratici whig lasciarono il Partito Liberale gladstoniano e fondarono il Partito Liberale Unionista. L'effetto fu di rafforzare una già ampia maggioranza conservatrice nella Camera dei lord.
I governi liberali tra la fine del XIX e l'inizio del XX secolo ebbero difficoltà a ottenere una legislazione importante attraverso la Camera alta. Su questioni centrali per la politica come la Home rule e sulla concessione del suffragio universale, i lord si opponevano implacabilmente.

### Parliament Act 1911
Quando nel 1909 la Camera dei lord respinse la legge finanziaria (che imponeva nuove tasse sui proprietari terrieri), sorse una crisi costituzionale in quanto i liberali volevano idealmente ridurre il potere dei lord.
La crisi del disegno di legge finanziaria fu risolta dalle elezioni generali del gennaio del 1910, dopo le quali i lord approvarono il disegno di legge. Questo però non pose fine alla crisi costituzionale. Un compromesso fu trovato solo dopo le elezioni generali del dicembre del 1910 quando fu emesso un disegno di legge che trattava solo dei poteri della Camera ma che nel preambolo prometteva di riformare la Camera su base popolare.
Il Parliament Act del 1911 stabilì che:
- una legge in materia finanziaria avrebbe potuto ricevere la sanzione regia senza l'approvazione dei lord se questi non l'avessero approvata entro un mese;
- sulla maggior parte degli altri progetti di legge alla Camera dei lord spettava un veto sospensivo. Se i comuni avessero approvato lo stesso testo in tre sessioni parlamentari successive, che coprissero un periodo di almeno due anni, il progetto di legge avrebbe potuto diventare una legge anche senza il consenso dei lord;
- per i progetti di legge per estendere la legislatura massima della Camera dei comuni oltre i cinque anni, la Camera dei lord avrebbe avuto un potere identico a quella dei comuni.

### Parliament Act 1949
Dal 1911 vi furono vari tentativi di riformare la Camera dei lord, ma nessuna affrontò i poteri della Camera, tranne il Parliament Act del 1949 che ridusse il veto sospensivo a due sessioni e a un anno. Al momento delle elezioni generali del 1997 non vi era ancora consenso su una riforma globale della camera alta del Parlamento.